# Langangentunnelen
Der Langangentunnel (norwegisch Langangentunnelen) ist ein Eisenbahntunnel unter dem Berg Ønsåsen in der norwegischen Gemeinde Porsgrunn im Fylke Telemark.
Baubeginn war im Herbst 2013. Mit der Eröffnung des Abschnitts Farriseidet–Porsgrunn der Vestfoldbane am 24. September 2018 wurde er fertiggestellt. Er ist doppelspurig und 635 Meter lang. In Richtung Larvik steigt der Tunnel um 3,79 ‰.